# Fa yeung nin wa
Fa yeung nin wa (en chino: 花樣年華, en inglés: In the Mood for Love), conocida en español como Deseando amar o Con ánimo de amar, es una película franco-hongkonesa de drama y romance de 2000, escrita, producida y dirigida por el cineasta Wong Kar-wai. Protagonizada por Tony Leung y Maggie Cheung, su trama gira en torno a dos personas que, al descubrir la infidelidad de sus respectivos cónyuges, buscan consuelo el uno con el otro hasta que comienzan a enamorarse. Forma parte de una «trilogía informal», junto con Days of Being Wild (1990) y 2046 (2004).
Luego de su estreno el 20 de mayo de 2000 en el Festival Internacional de Cine de Cannes —festival en el que fue nominada a la Palma de Oro y Leung obtuvo el reconocimiento al mejor actor— recibió buenas críticas y múltiples premios, entre ellos el César a la mejor película extranjera, así como los galardones de cine de Hong Kong a la mejor actriz y el mejor actor para Cheung y Leung, respectivamente. En 2016, alcanzó la segunda posición en el listado de la BBC de las mejores cien películas del siglo XXI, elaborado a partir de una encuesta a 177 críticos de cine. Seis años después, llegó a la quinta posición en la lista de los mejores filmes de la historia que cada década hace la revista Sight & Sound; previamente, en 2012, había mantenido la posición 24.

## Argumento
Es un momento intranquilo, ella mantuvo la cabeza inclinada para que él se acercara. Pero él no pudo, por falta de valor. Ella da media vuelta y se aleja.
Poema inicial.

La historia de la película, ambientada en el Hong Kong de 1962, gira en torno a Chow Mo-wan (Tony Leung) y a Su Li-zhen (Maggie Cheung), comúnmente mencionada como la «señora Chan». Vecinos de apartamentos contiguos a los que recién se han mudado, ambos enfrentan problemas en sus respectivos matrimonios. En su soledad, son frecuentes sus encuentros casuales, en pasillos o en el camino hacia un puesto de comida callejera. Cuando descubren que sus cónyuges les son infieles buscan consuelo el uno con el otro, a la par de simular lo que sus parejas les dirán cuando los confronten por la infidelidad. A medida que pasan más tiempo juntos, comienzan a enamorarse, sin embargo, sus principios y las normas sociales impiden cualquier relación. En última instancia, y para acallar los chismes de los demás vecinos, Chow, que trabajaba como periodista, se traslada a Singapur. Cuatro años después, cuando cubría la visita de Charles de Gaulle a Camboya, le susurra sus «arrepentimientos y sentimientos nunca oídos a un hueco de piedra en el complejo de Angkor Wat».

Él recuerda esa época pasada, como si mirara a través de un cristal cubierto de polvo, el pasado es algo que puede ver, pero no tocar. Y todo cuanto ve está borroso y confuso.
Poema final.

## Reparto
- Maggie Cheung - Su Li-zhen (Sra. Chan)
- Tony Leung - Chow Mo-wan
- Siu Ping Lam - Ah Ping
- Rebecca Pan - Sra. Suen, la casera de los Chan
- Kelly Lai Chen - Sr. Ho, empleado de Su Li-zhen
- Joe Cheung - Hombre que vive en el apartamento del Sr. Koo
- Chan Man-Lei - Sr. Koo, casero de Chow Mo-Wan
- Chin Tsi-ang - La sirvienta
- Roy Cheung - Sr. Chan (voz)
- Paulyn Sun - Sra. Chow (voz)

## Producción
Ya desde abril de 1997, el cineasta chino-hongkonés Wong Kar-wai había externado sus planes de que el filme que seguiría a su obra Happy Together (1997) sería un proyecto denominado Summer in Beijing, que pensaba finalizar antes de la transferencia de soberanía de Hong Kong y que sería protagonizado por Tony Leung y Maggie Cheung. No obstante, abandonó la idea dado que las autoridades chinas solicitaban revisar y aprobar previamente el guion antes de conceder los permisos para filmar en el país. Teo (2011) apunta que, en algún punto del proceso de la búsqueda de locaciones en Pekín, la historia se convirtió en una visión futurista de la ciudad, que recibió el nombre de 2046. A mediados de 1998, Wong  llevó su proyecto a Macao, mas nuevamente se había transformado; denominado A Story about Food, involucraba tres historias —una sobre un chef, otra sobre el dueño de un delicatesen y otra sobre un escritor— todas conectadas por la comida.
Al respecto, el propio Wong afirmó:

Cuando iniciamos el proyecto lo denominamos A Story about Food, y tenía tres historias. De tal forma que la historia extra que vemos en In the Mood for Love realmente es de treinta minutos. Solo tiene lugar en restaurantes, en la tienda de fideos, en la escalera después de que compran fideos pretendiendo que tienen un amorío. Mi principal razón para hacer ese proyecto es que me gustaba la historia, por lo que, cuando comenzamos esa parte, me olvidé de las otras dos historias, que nunca se hicieron. Solo extendí todo.
Entrevista con Michel Ciment y Hubert Niogret, en 2000, para Positif.

## Métodos artísticos novedosos
Esta película emplea dos métodos artísticos novedosos. Uno es la utilización repetitiva de escenas parecidas y el otro es que ciertas secuencias, que parecen una sola, son realmente un conjunto de escenas de los numerosos encuentros que tienen los dos protagonistas. Estas técnicas dan la impresión de que los dos protagonistas hacen lo mismo un día tras otro durante un largo período. Sin embargo, prestando atención, los vestidos (qipao) que lleva Maggie Cheung cambian en todas las secuencias. Obviamente estas escenas no son la misma editada una y otra vez, sino que realmente son escenas distintas con diferentes maquillajes y vestidos.[cita requerida]

## Título
El título original en chino significa «la época de florecer» o «los años floridos» - metáforas chinas que hablan sobre la fugaz época de la juventud, belleza y amor- deriva de una canción con el mismo nombre de Zhou Xuan de una película de 1946. El título en inglés deriva de la canción «I'm in the Mood for Love». El director tenía planeado llamar a la película Secrets, hasta que escuchó la canción cuando ya llevaba tiempo en la postproducción.[cita requerida]

## Premios y nominaciones
| Fecha             | Premio                                                | Categoría                      | Receptor(es) | Resultado |
| ----------------- | ----------------------------------------------------- | ------------------------------ | --- | --------- |
| mayo de 2000      | Festival de Cannes                                    | Premio del Jurado              | Christopher Doyle, Pin Bing Lee, William Chang ex-aequo con La pizarra, Canciones desde el segundo piso y La noce | Ganadora  |
| mayo de 2000      | Festival de Cannes                                    | Mejor interpretación masculina | Tony Leung | Ganador   |
| diciembre de 2000 | Premios del Cine Europeo                              | Screen International           | Wong Kar-wai | Ganadora  |
| enero de 2002     | Premios del Círculo de Críticos de Cine de Nueva York | Mejor película extranjera      | Fa yeung nin wa                                                                                                   | Ganadora  |
| enero de 2002     | Premios del Círculo de Críticos de Cine de Nueva York | Mejor fotografía               | Christopher Doyle Pin Bing Lee                                                                                    | Ganadores |
| enero de 2002     | Medallas del Círculo de Escritores Cinematográficos   | Mejor película extranjera      | Deseando amar | Ganadora  |

## Banda sonora
- Shigeru Umebayashi: «Yumeji's Theme» (original de la banda sonora de Seijun Suzuki's Yumeji)
- Michael Galasso: «Angkor Wat Theme», «ITMFL», «Casanova/Flute»
- Nat King Cole: «Aquellos Ojos Verdes», «Te Quiero Dijiste», «Quizás, Quizás, Quizás»
- Bryan Ferry: «I'm in the Mood for Love» (la inspiración para el título en inglés)
- Zhou Xuan:《花樣的年華》 «Hua Yang De Nian Hua» (la inspiración para el título original en china)
- Rebecca Pan: «Bengawan Solo»

Todos los tradicionales pingtan, operas cantonesas, Beijing and Yue, son grabaciones históricas.

### Canción principal
La canción principal, «Hua Yang De Nian Hua», es una canción compuesta por el famoso cantante Zhou Xuan, de la época en la que Shanghái estuvo ocupada por Japón. La canción de 1946 es un himno de la alegría hacia el pasado de la ciudad; además de una metáfora a la oscura situación de la ciudad durante los años de ocupación. La canción será usada por Wong en un corto homónimo: Hua Yang De Nian Hua, en el 2000.[cita requerida]

## Taquilla y distribución
La película obtuvo ingresos de 8,663,227$ HK durante su exhibición en Hong Kong. El 2 de febrero de 2001, se estrenó en seis cines norteamericanos, y ganó 113,280$ (18,880$ por sala de cine) en tan solo su primer fin de semana en pantalla. Sus ganancias a nivel mundial ascendieron a 12,854,953$US brutos. La película la distribuyó Criterion Collection en los Estados Unidos, en DVD y en Blu-ray. Esta distribuidora publicó en el 2016 una restauración de la película en Estados Unidos. Se presentó en Criterion Channel, bajo la subscripción al servicio Criterion Collection's, y luego en Mubi.[cita requerida]

## Acogida
La película recibió el aplauso unánime de la crítica. El agregador de reseñas web Rotten Tomatoes tiene un índice de aprobación del 90%, basado en 125 críticas. El consenso crítico del sitio web dice que «este romance discreto, con buenas actuaciones de sus protagonistas, es visualmente hermoso y emocionalmente conmovedor». En Metacritic, la película tiene una puntuación promedio ponderada de 85 de 100, basada en 28 críticos, lo que indica «aclamación universal». Roger Ebert, del Chicago Sun-Times, le dio a la película tres estrellas de cuatro, y la llamó «una exuberante historia de amor no correspondido». Elvis Mitchell, en The New York Times, se refirió a ella como «probablemente la película más impresionante del año».
Peter Travers, de Rolling Stone, escribió que «En manos de un cualquiera, In the Mood for Love podría haber sido una farsa sexual burlona. En manos de Wong Kar-wai... la película está viva con delicadeza y sentimiento». Peter Walker, de The Guardian, dijo que era su «película favorita», y que proporciona «reflexiones profundas y conmovedoras sobre los fundamentos de la vida. Es una película sobre, sí, amor; pero también traición, pérdida, oportunidades perdidas, memoria, brutalidad del paso del tiempo, la soledad, la lista continúa». David Parkinson, de Empire, le otorgó a la película cinco de cinco estrellas, y escribió que «las actuaciones son magistrales y la fotografía hermosa. Es un romance realmente romántico y es un cine sublime».
In the Mood for Love figura entre las mejores películas de la historia del cine, según una lista que Sight & Sound, la publicación oficial del British Film Institute, publicó en 2012. En 2016, apareció en 2.º lugar de la lista de la BBC de las mejores cien películas del siglo XXI, elaborada a partir de una encuesta a 177 críticos de cine. En 2019, The Guardian la situó en quinto lugar de una lista de las mejores películas del siglo XXI.

### Listas
En 2000, Empire lo posicionó en el número 42 en su lista de «Las 100 mejores películas del mundo». Obtuvo el número 95 en la lista de las 100 Mejores Películas de 1983 a 2008 de Entertainment Weekly. En noviembre de 2009, Time Out New York la clasificó como la quinta mejor película de la década.
Años más tarde, Sofia Coppola reconoció que In the mood for love fue su mayor inspiración para Lost in Translation, película que ganó el premio de la Academia de Cine de Hollywood. Coppola agradeció a Wong Kar-wai en el discurso de agradecimiento en la gala de los Oscar. La icónica escena de arranque de esta película está claramente inspirada por una de In the mood for Love. Lost In Traslation termina con secretos que finalmente se comparten. Además, cobra importancia el uso que hace Coppola de una canción compuesta por Bryan Ferry.[cita requerida]
En 2015, el Festival Internacional de Cine de Busan clasificó la película de Wong en el tercer puesto de la lista de las 100 películas de cine Asiático. Por detrás de Historias de Tokyo, de Yasujirō Ozu, y de Rashomon, de Akira Kurosawa.
En 2016, la película quedó clasificada en segundo puesto en la lista de la BBC Las 100 mejores películas del siglo XXI, justo después de Mulholland Drive, de David Lynch.
En 2019, el periódico The Guardian la clasificó en quinto puesto en su lista de «Mejores películas del siglo XXI».